# Alice Brady
Pour les articles homonymes, voir Brady.
Alice Brady, née le 2 novembre 1892 à New York où elle est morte le 28 octobre 1939, est une actrice américaine.

## Biographie
Alice Brady commença sa carrière au cinéma en 1914 en interprétant différents rôles — comtesse russe, immigrante ou danseuse — pour la World Film Corporation. En 1923, elle interrompit sa carrière pour revenir dix ans plus tard sur la scène en tant qu'actrice de comédies musicales tout en continuant de jouer dans des films à succès.

## Filmographie

### Années 1910
- 1914 : As Ye Sow : Dora Leland
- 1915 : The Boss (en) : Emily Griswold
- 1915 : The Cup of Chance
- 1915 : The Lure of Woman : Katie O'Day
- 1915 : Le Supplice des aveux (The Rack) d'Arnold Laven : Mrs. Gordon
- 1916 : The Ballet Girl : Jenny Pearl
- 1916 : The Woman in 47 : Viola Donizetti
- 1916 : Then I'll Come Back to You : Barbara Allison
- 1916 : Tangled Fates : Jane Lawson
- 1916 : La Vie de Bohème : Mimi
- 1916 : Miss Petticoats : Miss Petticoats
- 1916 : The Gilded Cage : Princesse Honore
- 1916 : Bought and Paid For : Vivian Blaine
- 1917 : A Woman Alone : Nellie Waldron
- 1917 : Le Droit Chemin (A Hungry Heart) : Gilberte Brigarde
- 1917 : The Dancer's Peril : Mère / Fille
- 1917 : Darkest Russia : Ilda Barosky
- 1917 : Maternity : Ellen Franklin
- 1917 : The Divorce Game : Florence, Vicomtesse de Sallure
- 1917 : A Self-Made Widow : Sylvia

- 1917 : Betsy Ross : Betsy Griscom
- 1917 : A Maid of Belgium : Adoree

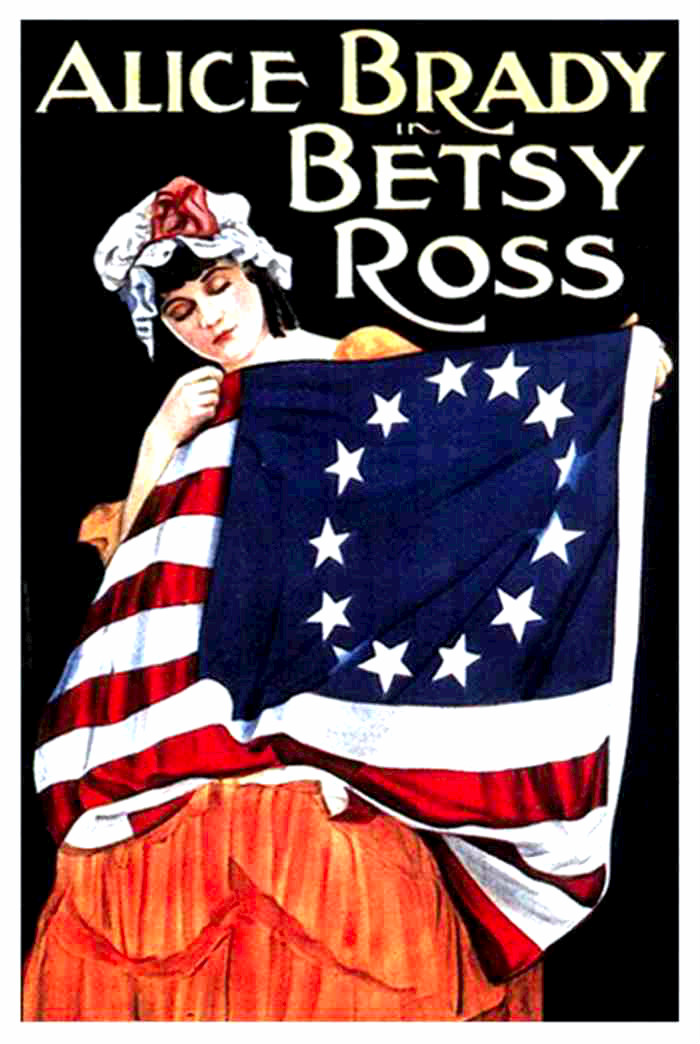
Betsy Ross

- 1917 : Her Silent Sacrifice : Arlette
- 1918 : Woman and Wife : Jane Eyre
- 1918 : Her Great Chance : Lola Gray
- 1918 : The Knife : Kate Tarleton
- 1918 : The Spurs of Sybil : Sybil Drew
- 1918 : The Trap : Doris Shaw
- 1918 : At the Mercy of Men : Vera Souroff
- 1918 : The Ordeal of Rosetta : Rosetta / Lola Gelardi (twins)
- 1918 : Le Tourbillon (The Whirlpool) de Alan Crosland : Isabele Corbyn, dite Bella Cavello
- 1918 : The Death Dance : Flora Farnsworth
- 1918 : The Better Half : Louise / Beatrix Thorley (jumelles)
- 1918 : In the Hollow of Her Hand : Hetty Castleton
- 1919 : The Indestructible Wife : Charlotte Ordway
- 1919 : The End of the Road
- 1919 : The World to Live In : Rita Charles
- 1919 : Marie, Ltd. : Drina Hilliard
- 1919 : The Redhead : Dazil Mellows
- 1919 : His Bridal Night : Vi / Tiny Playfair (jumelles)

### Années 1920
- 1920 : The Fear Market, de Kenneth S. Webb : Sylvia Stone
- 1920 : Sinners : Mary Horton
- 1920 : A Dark Lantern : Katherine Dereham
- 1920 : The New York Idea, de Herbert Blaché : Cynthia Karslake
- 1921 : Out of the Chorus : Florence Maddis
- 1921 : Little Italy : Rosa Mascani
- 1921 : The Land of Hope : Marya Nisko
- 1921 : Dawn of the East : Comtesse Natalya
- 1921 : Hush Money : Evelyn Murray
- 1922 : Missing Millions : Mary Dawson
- 1922 : L'Émigrée (Anna Ascends) de Victor Fleming : Anna Ayyob
- 1922 : Un voyage à Paramount-Ville (A Trip to Paramountown), court métrage (cameo)
- 1923 : The Leopardess : Tiare
- 1923 : The Snow Bride : Annette Leroux

### Années 1930
- 1933 : Mais une femme troubla la fête (When Ladies Meet) : Bridget 'Bridgie' Drake
- 1933 : Beauty for Sale : Mrs. Henrietta Sherwood
- 1933 : Les Pantins (Broadway to Hollywood) : Lulu Hackett
- 1933 : Danseuse étoile (Stage Mother) de Charles Brabin : Katherine 'Kitty' Lorraine
- 1933 : Should Ladies Behave : Laura Merrick
- 1934 : Miss Fane's Baby Is Stolen : Molly Prentiss
- 1934 : The Gay Divorcee : Aunt Hortense
- 1935 : Gold Diggers of 1935 : Matilda Prentiss
- 1935 : Let 'em Have It (en) de Sam Wood : Aunt Ethel
- 1935 : Lady Tubbs : Henrietta (section "Mom") Tubbs
- 1935 : Le Roman d'un chanteur (Metropolitan) de Richard Boleslawski : Ghita Galin
- 1936 : The Harvester : Mrs. Biddle
- 1936 : My Man Godfrey : Angelica Bullock
- 1936 : Go West, Young Man : Mrs. Struthers
- 1936 : Mind Your Own Business : Melba Shanks
- 1936 : Trois jeunes filles à la page (Three smarts girls) : Mrs. Lyons / Pelican
- 1937 : L'Incendie de Chicago (In Old Chicago) d'Henry King : Mrs. Molly O'Leary
- 1937 : Mama Steps Out : Ada Cuppy
- 1937 : Une journée de printemps (Call It a Day) : Muriel West
- 1937 : Monsieur Dodd prend l'air (Mr. Dodd Takes the Air) d'Alfred E. Green : Mme Sonia Moro
- 1937 : Deanna et ses boys (One hundred men and a girl) : Mrs. Frost
- 1937 : Merry Go Round of 1938 : Tante Hortense
- 1938 : Goodbye Broadway : Molly Malloy
- 1938 : Quelle joie de vivre (Joy of living) : Minerva Garret
- 1939 : Deux bons copains (Zenobia) : Mrs. Emily Carter
- 1939 : Vers sa destinée (Young Mr. Lincoln) : Abigail Clay

## Galerie

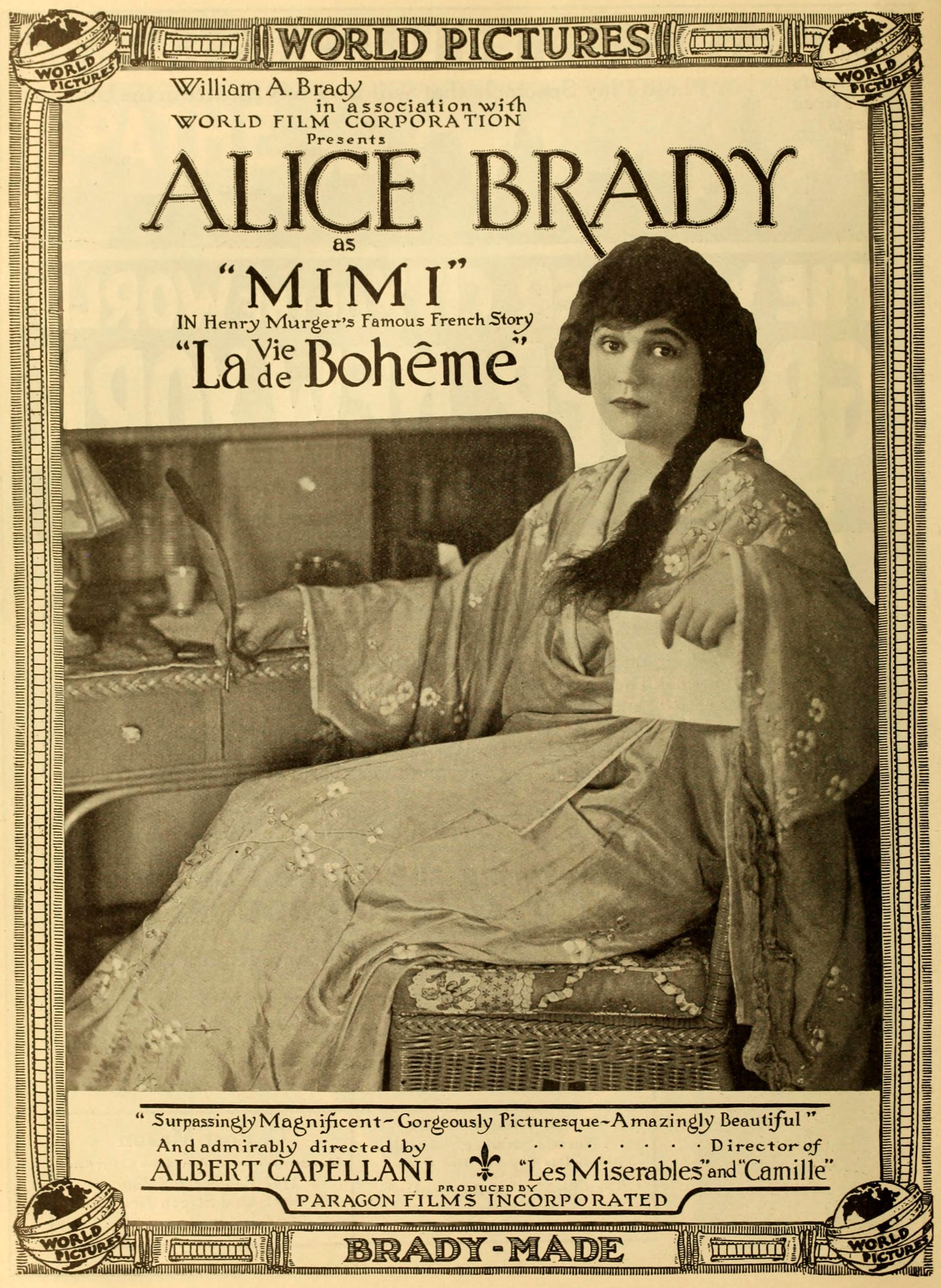
La Vie de Bohême, 1916
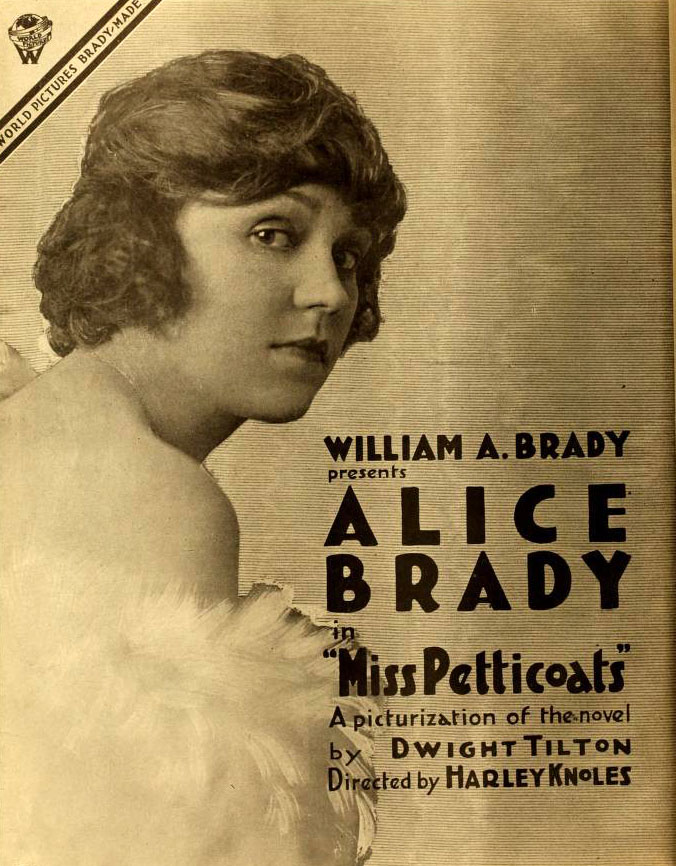
Miss Petticoats, 1916
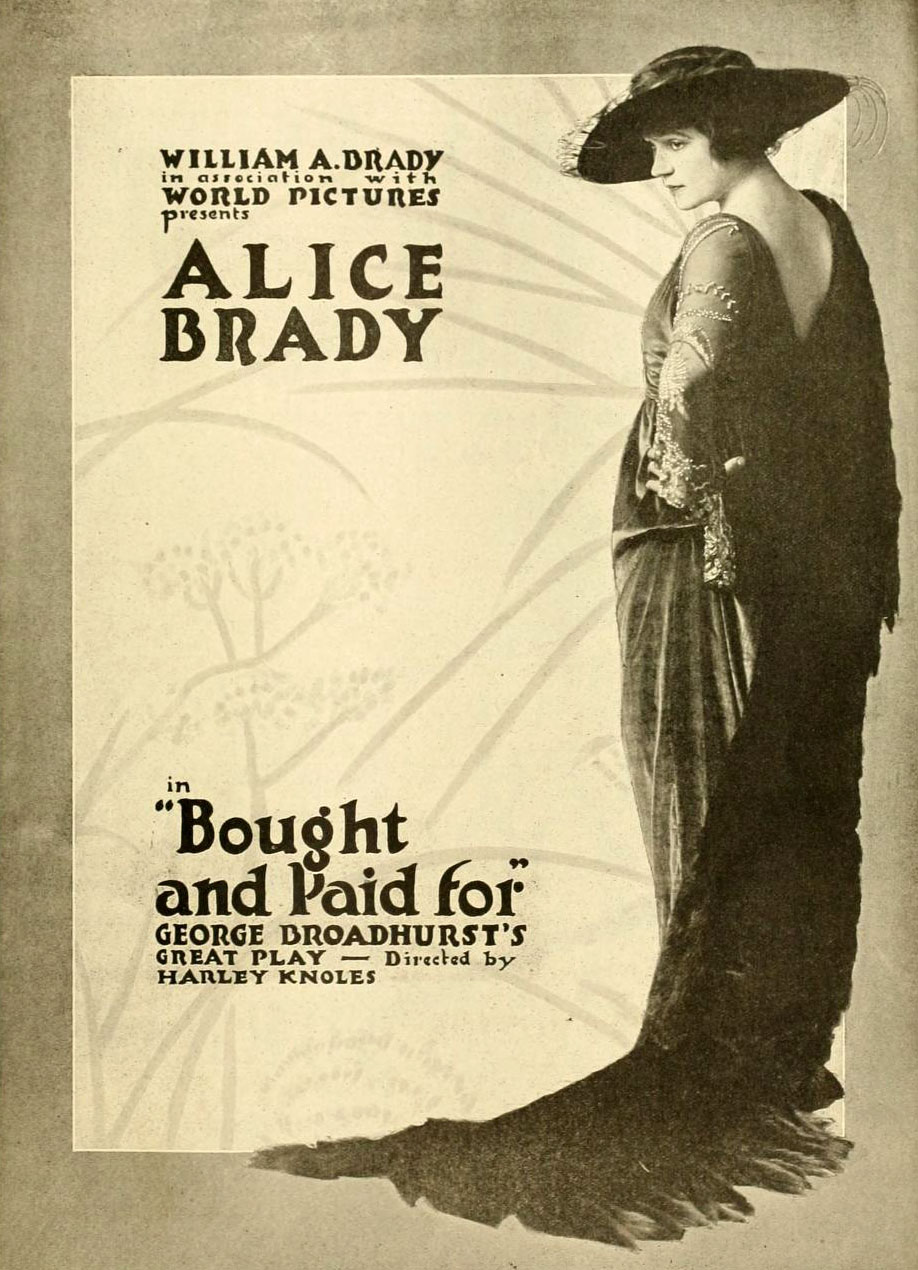
Bought and Paid For, 1916
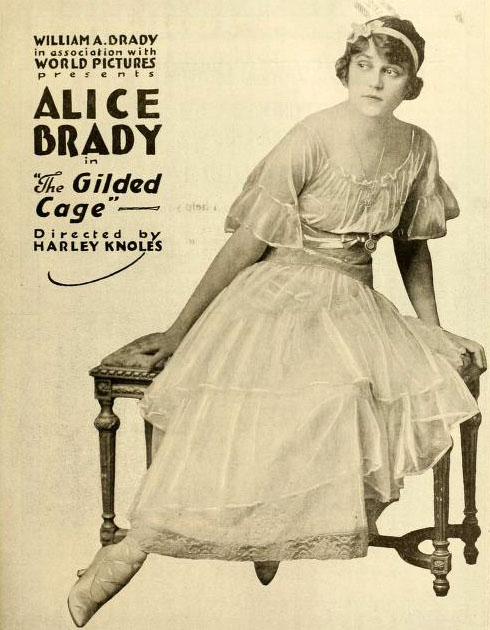
The Gilded Cage, 1916
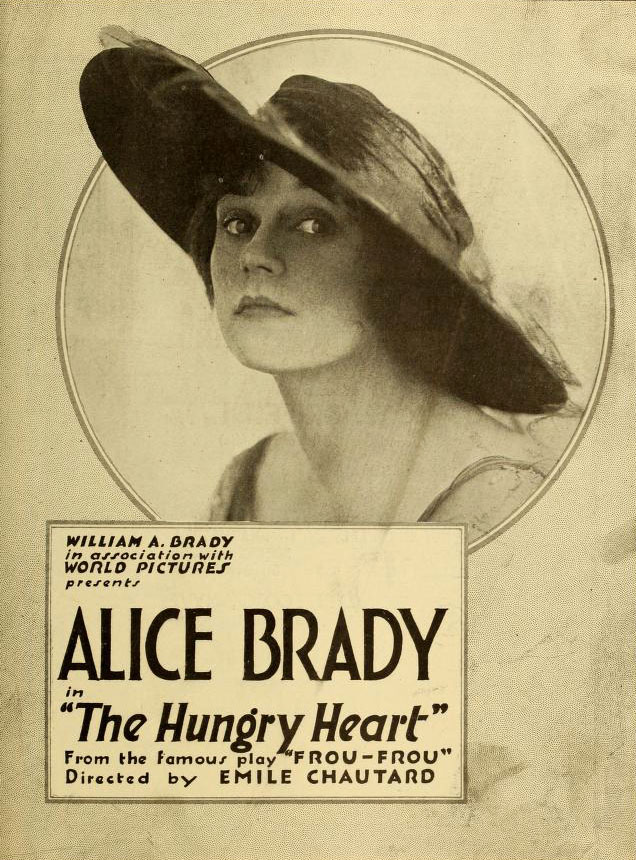
The Hungry Heart, 1917
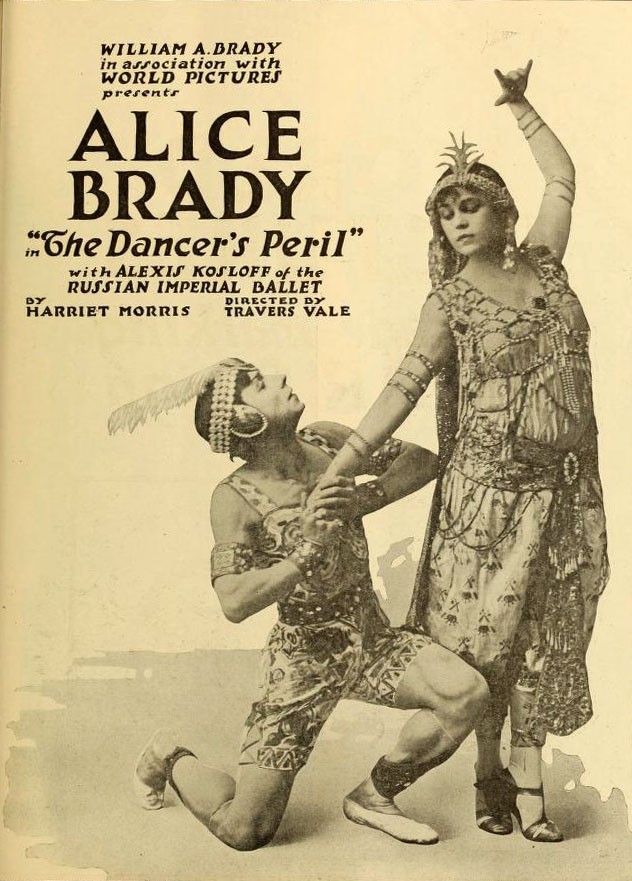
The Dancer's Peril, 1917
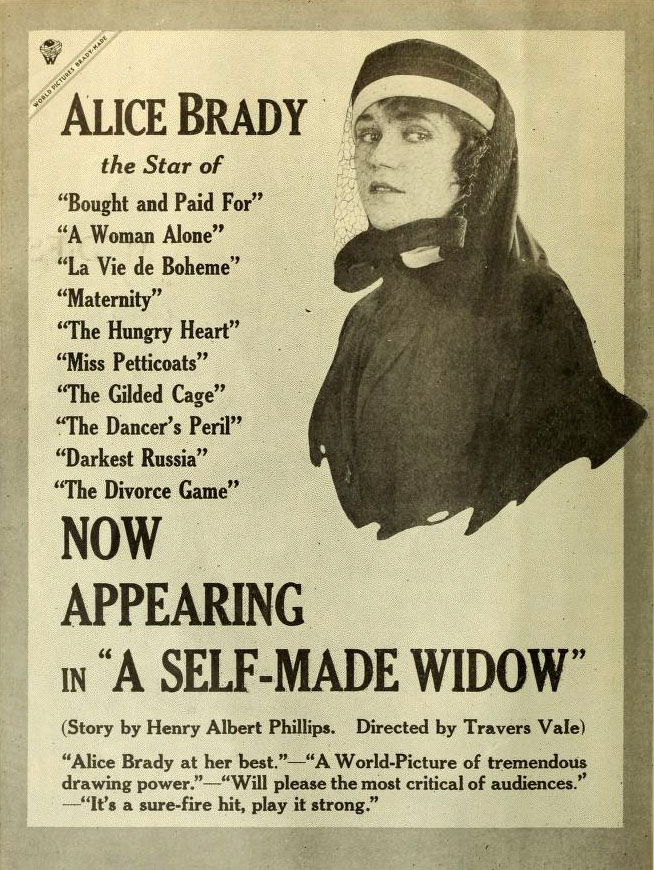
A Self-Made Widow, 1917
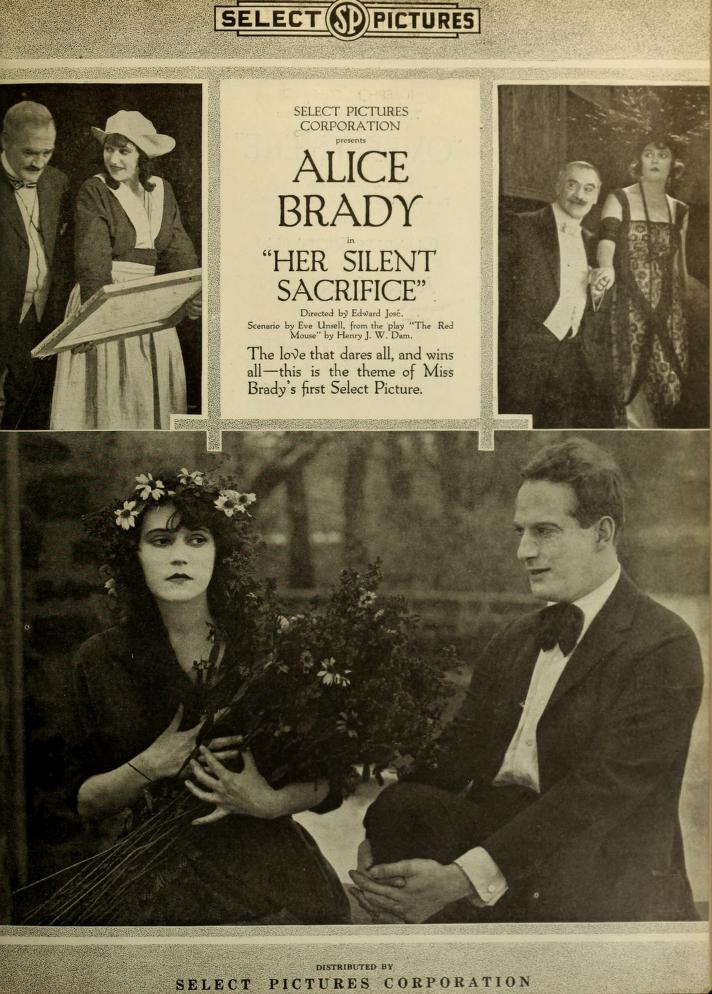
Her Silent Sacrifice, 1917
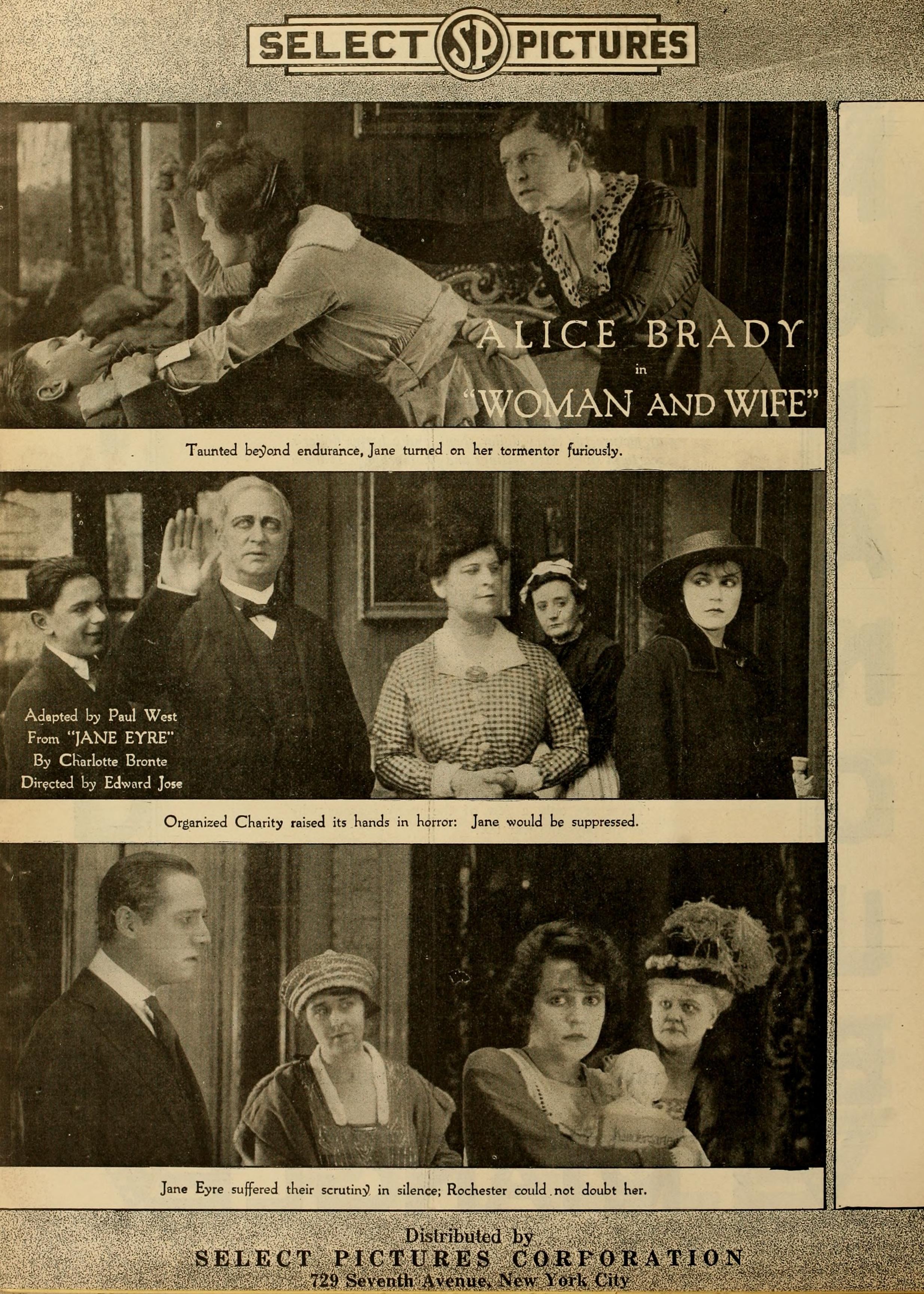
Woman and Wife, 1918
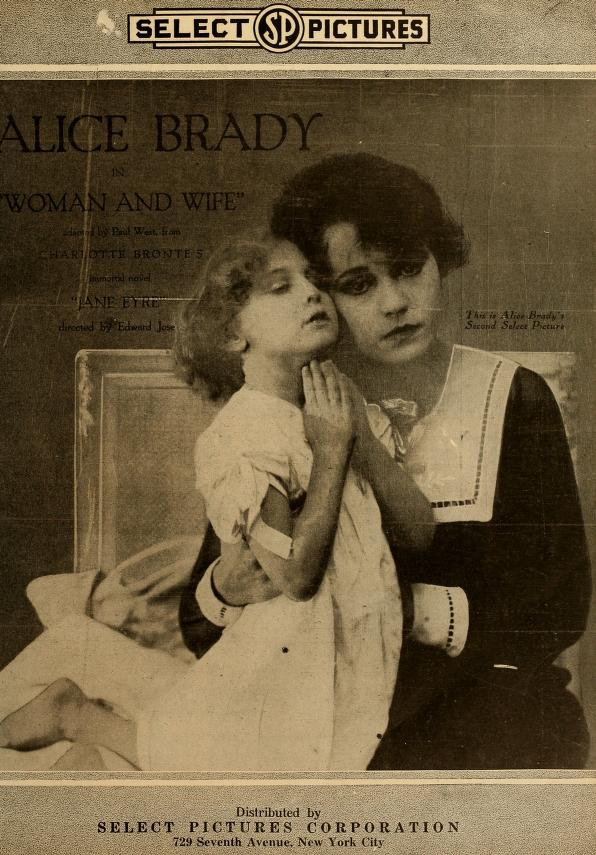
Woman and Wife, 1918
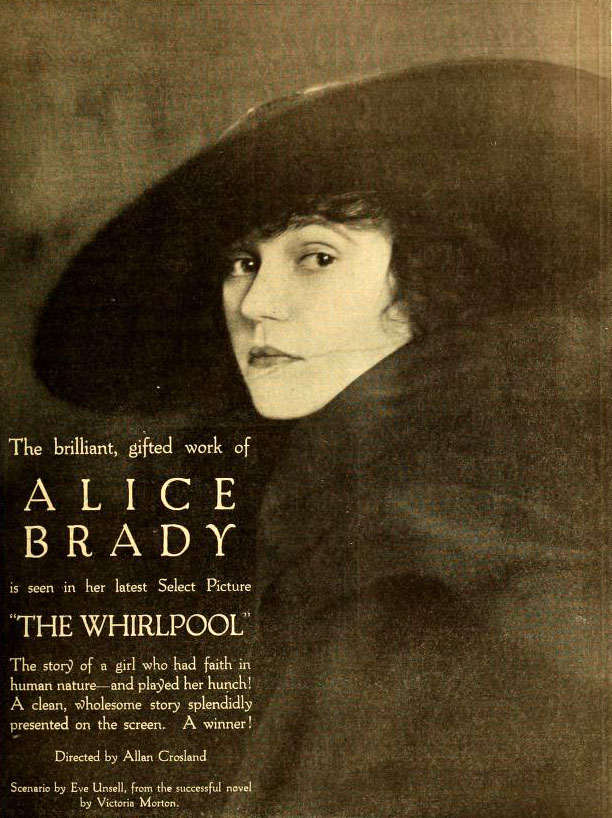
The Whirlpool, 1919
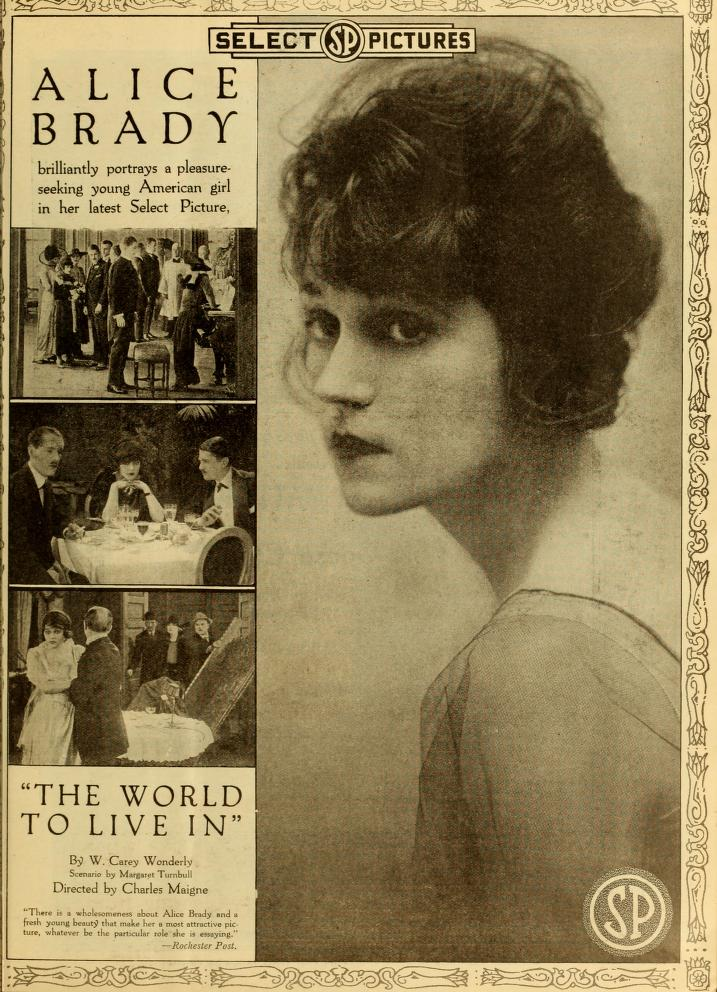
The World To Live In, 1919

## Récompenses et nominations

### Récompenses
- 1938 : Oscar de la meilleure actrice dans un second rôle pour le rôle de Mrs. Molly O'Leary dans L'Incendie de Chicago